# Yersinia enterocolitica
Yersinia enterocolitica ist zusammen mit Y. pseudotuberculosis der Erreger der Yersiniose und wird daher in der Humanmedizin zu den enteropathogenen Yersinien gezählt.

## Geschichte
1934 wurde in den Vereinigten Staaten von Amerika erstmals der Verdacht geäußert, dass das aus dem Abszess eines Bauernhofbewohners isolierte Bakterium eine noch unbekannte neue Spezies darstellen könnte. Es wurde unter dem Namen Flavobacterium pseudomallei beschrieben.
1939 fiel das Isolat in die Hände von Schleifstein und Coleman, die im New York State Department of Health tätig waren. Sie schlugen den Namen Bacterium enterocoliticum vor und leisteten bei der Charakterisierung Vorarbeit für die Bekämpfung eines großen Ausbruchs 1976 in Holland Patent (New York) Jahrzehnte später. Die heute gültige taxonomische Einordnung als Yersinia enterocolitica erfolgte durch Frederiksen im Jahre 1964, nachdem die Gattung Yersinia 1944 etabliert wurde.

## Eigenschaften

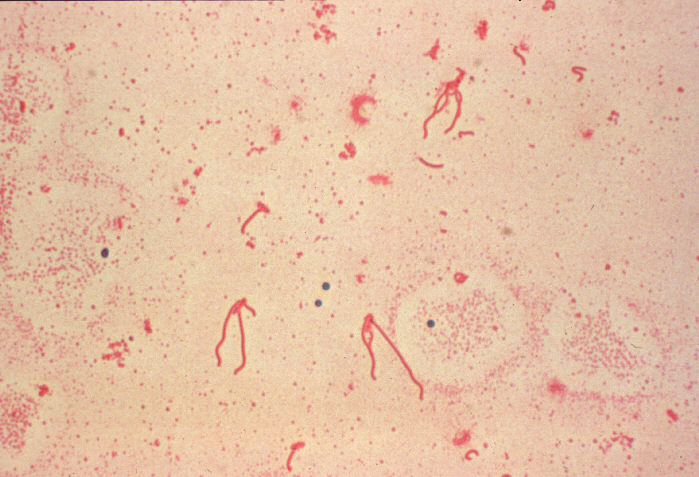
Flagellenfärbung von Yersinia enterocolitica

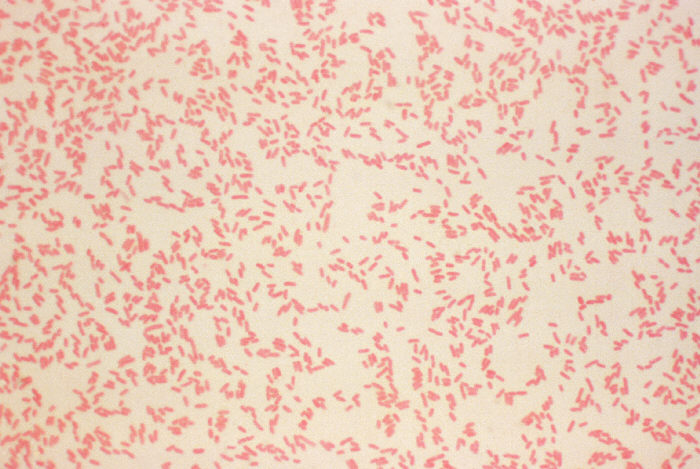
Yersinia enterocolitica in der Gram-Färbung

Yersinia enterocolitica ist ein alkalistabiles, gramnegatives, kokkoid bis pleomorphes Stäbchen, das fakultativ anaerob wächst und weder Kapseln noch Sporen bildet. Es ist Oxidase negativ und Katalase positiv und zählt zu den psychrophilen Bakterien mit einer Wachstumstemperatur zwischen −1,3 °C und +44 °C (optimal bei 28 und 29 °C). Eine Besonderheit ist, dass die Beweglichkeit abhängig von der Temperatur ist. So ist Yersinia enterocolitica von +22 bis 28 °C peritrich begeißelt, ab +35-37 °C wird es unbeweglich und verliert die Geißel. Wachstum findet bei einem pH-Wert von 4,2 bis 9,0 statt. Aufgrund der Ureaseaktivität hat das Bakterium eine gewisse Säuretoleranz, da durch den Abbau von Harnstoff zu Ammoniak der pH-Wert des Cytoplasmas erhöht wird.

## Verursachte Krankheiten
Y. enterocolitica kann abhängig von Alter, Immunstatus u. a. unterschiedliche Erkrankungen hervorrufen:
- Kleinkinder und Säuglinge entwickeln bei einer Infektion meist eine selbst-limitierende, ein bis drei Wochen andauernde Gastroenteritis mit Fieber, Erbrechen und Durchfällen.[4]
- Kinder und Jugendliche entwickeln, wie auch durch Yersinia pseudotuberculosis hervorgerufen, eine mesenteriale Lymphadenitis (Morbus Maßhoff, Maßhoff-Lymphadenitis) mit einer akuten terminalen Ileitis (Pseudoappendizitis). Nicht selten erfolgt eine Wurmfortsatz-Entfernung wegen eines Verdachts auf Appendizitis. Begleitend tritt meist Fieber auf.[5]
- Pyomyositis[6]
- Reaktive Arthritis (früher auch Morbus Reiter)[7][6]

Bei Tieren verursacht Y. enterocolitica die
- Yersiniose der Schweine

## Vorkommen
Y. enterocolitica findet sich weltweit in tierischen Reservoiren, v. a. in Schweinen. Infektionen finden sich daher häufig nach dem Genuss von nicht ausreichend erhitzten tierischen Produkten, so z. B. rohem Schweinefleisch und Milch. So findet man Yersinia enterocolitica in Schlachthäusern für Schweine. Insbesondere die Tonsillen der Schweine sind oft hoch belastet. Zudem kommt Yersinia enterocolitica auch in Vakuum verpacktem Rindfleisch, Muscheln, Austern und Eiscreme vor. Zudem kann es in ungechlortem Brunnenwasser auftreten. Die Pasteurisation kann Yersinia enterocolitica eigentlich nicht überstehen. Wenn die Keimzahl in Rohmilch jedoch sehr hoch ist, kann Yersinia enterocolitica auch im pasteurisierten Endprodukt nachgewiesen werden. Die höchste Mortalität zeigt sich in Fällen, bei denen die Infektion über Blutkonserven erfolgt.

## Epidemiologie
Yersinia enterocolitica kommt weltweit vor. Die meisten Infektionen werden in den kühleren Klimazonen der nördlichen Hemisphäre verzeichnet. Dort zählen sie zu den dritthäufigsten durch Bakterien verursachten Durchfallerkrankungen. Die Übertragung erfolgt durch direkte Erreger-Aufnahme, die Inkubationszeit beträgt nur wenige Tage. Patienten mit erblich bedingter Hämochromatose sind empfänglicher für eine Infektion, da Yersinia enterocolitica siderophil ist.

## Diagnostik
Der Erreger-Nachweis erfolgt durch Anzucht aus Stuhl, Biopsien oder Blut. Hierzu wird meistens der Selektivagar CIN (Cefsoludin-Irgasan-Novobiocin-Agar) eingesetzt auf dem Yersinien innerhalb 1–2 Tagen zu roten bullaugenförmigen Kolonien heranwachsen. Die Identifizierung erfolgt mithilfe der großen bunten Reihe, molekularbiologisch mittels PCR oder mittels MALDI-TOF MS. Alternativ kann die Identifikation mittels FTIR-Spektrometer erfolgen. Serologische Nachweise können aktuelle sowie länger zurückliegende Infektionen sichern. Beim Nachweis einer akuten Infektion durch das Labor besteht eine namentliche Meldepflicht an das zuständige Gesundheitsamt nach § 7 Infektionsschutzgesetz.